# Robert E. Hunter

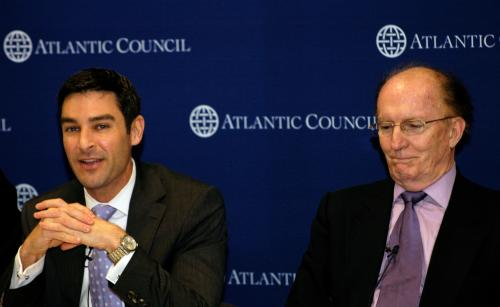
Robert E. Hunter (rechts) mit Damon Wilson bei einer Konferenz des Atlantic Council (2009)

Robert Edwards Hunter (* 1940 in Cambridge, Massachusetts) ist ein US-amerikanischer Diplomat, der unter anderem zwischen 1993 und 1998 Ständiger Vertreter der Vereinigten Staaten bei der NATO war.

## Leben
Robert Edwards Hunter begann nach dem Schulbesuch ein grundständiges Studium an der Wesleyan University, das er 1962 mit einem Bachelor of Arts (B.A.) abschloss. Während des Studiums wurde er Mitglied der akademischen Ehrengesellschaft Phi Beta Kappa und absolvierte mit Unterstützung des Fulbright-Programms ein postgraduales Studium im Fach Internationale Beziehungen an der London School of Economics (LSE), das er 1969 mit einem Doctor of Philosophy (Ph.D.) ab. Zwischenzeitlich war er von 1967 bis 1969 als Forschungswissenschaftler am International Institute for Strategic Studies (IISS) sowie im Anschluss zwischen 1970 und 1973 als Leitender Wissenschaftler am Overseas Development Institute (ODI) tätig. Während der Amtszeit von US-Präsident Jimmy Carter war er im Nationalen Sicherheitsrat NSC (National Security Council) tätig, und zwar zunächst zwischen 1977 und 1979 als Direktor der Abteilung für Westeuropa sowie anschließend von 1979 bis 1981 als Direktor der Abteilung für den Mittleren Osten.
In den folgenden Jahren verfasste Hunter zwischen 1981 und 1993 neben Fachbüchern auch mehrere hundert Artikel und Kolumnen für Fachzeitschriften wie Foreign Policy, Foreign Affairs, The Washington Quarterly, aber auch zahlreiche Tageszeitungen wie Los Angeles Times, The New York Times und The Washington Post. Am 1. Juli 1993 löste er Reginald Bartholomew als Ständiger Vertreter der Vereinigten Staaten bei der NATO ab und bekleidete diesen Posten bis zu seiner Ablösung durch Alexander Vershbow am 31. Dezember 1997.
Nach Beendigung dieser diplomatischen Tätigkeit wurde Robert Hunter 1998 leitender Berater der Denkfabrik RAND Corporation und war für diese bis 2010 tätig. Daneben war er zeitweilig Leitender Internationaler Berater des Luft- und Raumfahrttechnik- sowie Rüstungsindustrieunternehmens Lockheed Martin und engagierte sich zeitweise für Organisationen wie American Academy of Diplomacy, Center for National Policy (CNP), Council on Foreign Relations (CFR), National Democratic Institute for International Affairs (NDI) sowie National Endowment for Democracy (NED). Des Weiteren fungierte er zeitweilig als Direktor für Europa-Studien des Center for Strategic and International Studies (CSIS) sowie als Mitglied des Beirates des European Institute.

## Veröffentlichungen
- Future of NATO and Global Security, 1986
- Making Government Work. From White House to Congress, Mitautor Wayne Berman, 1986
- The Soviet Dilemma in the Middle East. Part I. Problems of Commitment (Adelphi Papers), 2006
- Integrating Instruments of Power and Influence in National Security. Starting the Dialogue, 2007